# رابرت سوینک
رابرت سوینک (انگلیسی: Robert Swink؛ ۳ ژوئن ۱۹۱۸ – ۱۵ اوت ۲۰۰۰) تدوین‌گر اهل ایالات متحده آمریکا بود که دوران فعالیت ۴۶ سالهٔ خود، در حدود ۶۰ فیلم بلند را تدوین نمود.
از فیلم‌هایی که وی در آن‌ها نقش داشته‌است، می‌توان به دختر شوخ، دادگاه جنایی، بهترین مرد، پاپیون، پسران برزیل،ابوالهول،به یاد می‌آورم مادر، داستان کارآگاه،کری،  تعطیلات رمی، ترغیب دوستانه، شهر در اسارت و ساعات ناامیدی اشاره نمود.
از جمله دستیاران وی در کار تدوین هال اشبی بود که خود بعدها یک تدوین‌گر و کارگردان برجسته شد.
رابرت سوینک بابت تدوین سه فیلم، از جمله دختر شوخ نامزدِ دریافت جایزه اسکار بهترین تدوین شد و در سال ۱۹۹۳ میلادی «جایزهٔ یک عمر دستاورد هنری تدوین‌گران سینمای آمریکا» را دریافت کرد.

## مرگ
سوینک بر اثر سکته قلبی در سانتا ماریا کالیفرنیا درگذشت.